# Popis registracijskih oznaka plovila u Walesu
Wales ima 10 lučkih ispostava koje obuhvaćaju obale koje imaju izlaz na Irsko more, i obale koje imaju izlaz na Atlantski ocean.
Registracijske oznake lučkih ispostava:
| Lučka ispostava | Kratica |
| --------------- | ------- |
| Aberystwyth     | AB      |
| Beaumaris       | BS      |
| Cardigan        | CA      |
| Cardiff         | CF      |
| Caernarfon      | CO      |
| Llanelli        | LA      |
| Milhaven        | M       |
| Newport         | N       |
| Port Talbot     | PT      |
| Swansea         | SA      |